# Gordon Sparling
Gordon Sparling est un réalisateur, scénariste, monteur et producteur canadien né le 13 août 1900 à Toronto (Canada), décédé en 1994.

## Filmographie

### comme réalisateur
- 1930 : Forward Canada!
- 1931 : Miracle at Beauharnois
- 1932 : The Pathfinder
- 1932 : Grey Owl's Little Brother
- 1932 : Back in '22
- 1933 : Shadow River
- 1933 : Back in '23
- 1934 : Rhapsody in Two Languages
- 1934 : Grey Owl's Strange Guests
- 1934 : Did You Know That?
- 1936 : La Maison en ordre
- 1936 : House in Order
- 1937 : Wings Over the Atlantic
- 1937 : Crystal Ballet
- 1937 : Ornamental Swimming
- 1938 : The Kinsmen
- 1938 : Cold Facts
- 1938 : Sky Fishing
- 1938 : Music from the Stars
- 1938 : Return of the Buffalo
- 1938 : Kingdom for a Horse
- 1939 : Top of the World
- 1939 : Royal Banners Over Ottawa
- 1939 : The Bright Path
- 1946 : The Mapleville Story
- 1951 : Spotlight No. 2
- 1954 : Spotlight No. 5
- 1954 : Circus on Ice
- 1959 : Un fleuve souverain
- 1961 : Building in the North
- 1963 : The Water Dwellers
- 1963 : Canada: Fibres, Yarns and Fabrics
- 1964 : Landfall Asia
- 1965 : Better Housing for the Atlantic Provinces

### comme scénariste
- 1934 : Rhapsody in Two Languages
- 1936 : La Maison en ordre
- 1936 : House in Order
- 1937 : Crystal Ballet
- 1937 : Ornamental Swimming
- 1938 : Return of the Buffalo
- 1938 : Kingdom for a Horse
- 1965 : Better Housing for the Atlantic Provinces

### comme monteur
- 1934 : Rhapsody in Two Languages
- 1936 : La Maison en ordre
- 1936 : House in Order
- 1937 : Crystal Ballet
- 1937 : Ornamental Swimming
- 1938 : Sky Fishing
- 1938 : Kingdom for a Horse

### comme producteur
- 1934 : Rhapsody in Two Languages
- 1937 : Crystal Ballet
- 1937 : Ornamental Swimming
- 1938 : Return of the Buffalo
- 1938 : Kingdom for a Horse